# John Shea
John Shea, detto Red (12 agosto 1965), è un mafioso e collaboratore di giustizia statunitense, di origini irlandesi.
Fu un malfattore di Boston che spacciava narcotici, grazie al capo della banda criminale Winter Hill Gang, James "Whitey" Bulger, negli anni ottanta. Shea fu accusato di spaccio di cocaina, nel 1990 e per questo trascorse 12 anni di galera.
Shea scrisse un libro chiamato Ratto Bastardo (Rat Bastards); La Storia del Più Onorabile Malfattore Irlandese della Boston Meridionale (The Story of South Boston's Most Honorable Irish Mobster), basata sulla sua esperienza con la Winter Hill Gang.
| Controllo di autorità | VIAF (EN) 14190759 · ISNI (EN) 0000 0000 4009 8840 · LCCN (EN) n2006004799 |